# Elettrotreno Alstom Nuovo Pendolino
I treni Nuovo Pendolino sono una serie di convogli progettati e realizzati da Alstom Ferroviaria (divisione italiana della capogruppo) per i clienti Trenitalia e Cisalpino, derivati da un modello al tempo sviluppato per l'operatore cinese Changchun Railway Company e successivamente sviluppati per altre imprese ferroviarie, utilizzando o meno la tecnologia ad assetto variabile che caratterizza tale famiglia di rotabili.
Tecnicamente derivati dal Pendolino a suo tempo sviluppato dalla Fiat Ferroviaria e prodotti a partire dal 2006, questi treni sono presenti in Cina (sprovvisti di assetto variabile), Italia, Polonia (sprovvisti di assetto variabile), Spagna e Svizzera dove vengono utilizzati per relazioni ad alta velocità.

## Storia
Dopo una prima generazione di treni prototipo, la produzione dei primi elettrotreni di serie per il solo mercato italiano con il nome di ETR 450, e una seconda costituita da diverse forniture destinate a imprese italiane, spagnole, portoghesi, ceche, finlandesi e britanniche, nel 2006 Alstom, che nel frattempo aveva acquisito stabilimenti e know how di Fiat Ferroviaria, progettò una nuova generazione di treni che potessero rappresentare una "piattaforma" standard dalla quale derivare modelli ottimizzati rispetto alle esigenze dei singoli clienti.
Dopo un'importante commessa avviata nel 2004 per un'impresa ferroviaria cinese, che portò in seguito alla realizzazione di un nutrito parco a cura del locale partner di Alstom, si ritornò all'adozione dell'assetto variabile per due gruppi di convogli ordinati da Trenitalia per servizi su Rete Ferroviaria Italiana e Cisalpino, destinati alle relazioni fra Italia e Svizzera. Tali treni entrarono in servizio nel 2008.
Seguì il gruppo di treni destinati ai servizi interregionali ad alta velocità per la Spagna, privi di pendolamento, i cui primi esemplari entrarono in servizio nel 2011. Nel medesimo anno furono ordinati 20 esemplari analoghi destinati a prestare servizio in Polonia, consegnati a partire dal 2013.
In ultimo, per sostituire gli ETR 470 ex Cisalpino, nel 2012 le FFS ordinarono 8 convogli analoghi ai propri ETR 610 ex Cisalpino, destinati al servizio sulle relazioni che utilizzeranno la nuova galleria di base del San Gottardo. I primi esemplari di tale gruppo sono stati consegnati nel 2014.
Nell'ottobre 2015 NTV ha firmato con Alstom un contratto per l'acquisto di vari convogli che sono stati commercialmente denominati Italo Evo, con una fornitura comprensiva di 20 anni di manutenzione. Tali treni, della versione priva di assetto variabile, possono viaggiare alla velocità massima di 250 km/h e sono composti da sette elementi. La consegna dei primi esemplari è avvenuta a partire dal 2017.. Al 2023 26 convogli risultano essere in esercizio.

## Caratteristiche tecniche
Come per i veicoli da cui è derivato, anche in questo treno la tecnologia consente l'inclinazione della cassa di 8° con incremento della velocità massima del 35% senza penalizzare il comfort grazie alla diminuzione dell'accelerazione centrifuga, da cui il marchio commerciale di "Nuovo Pendolino" nonostante la possibilità, sfruttata in alcune commesse, di non adottare il sistema a cassa oscillante.
Nella versione destinata alle reti a scartamento ordinario la cassa possiede una larghezza di 2,83 m conforme alle specifiche tecniche di interoperabilità (TSI).

## Esemplari prodotti

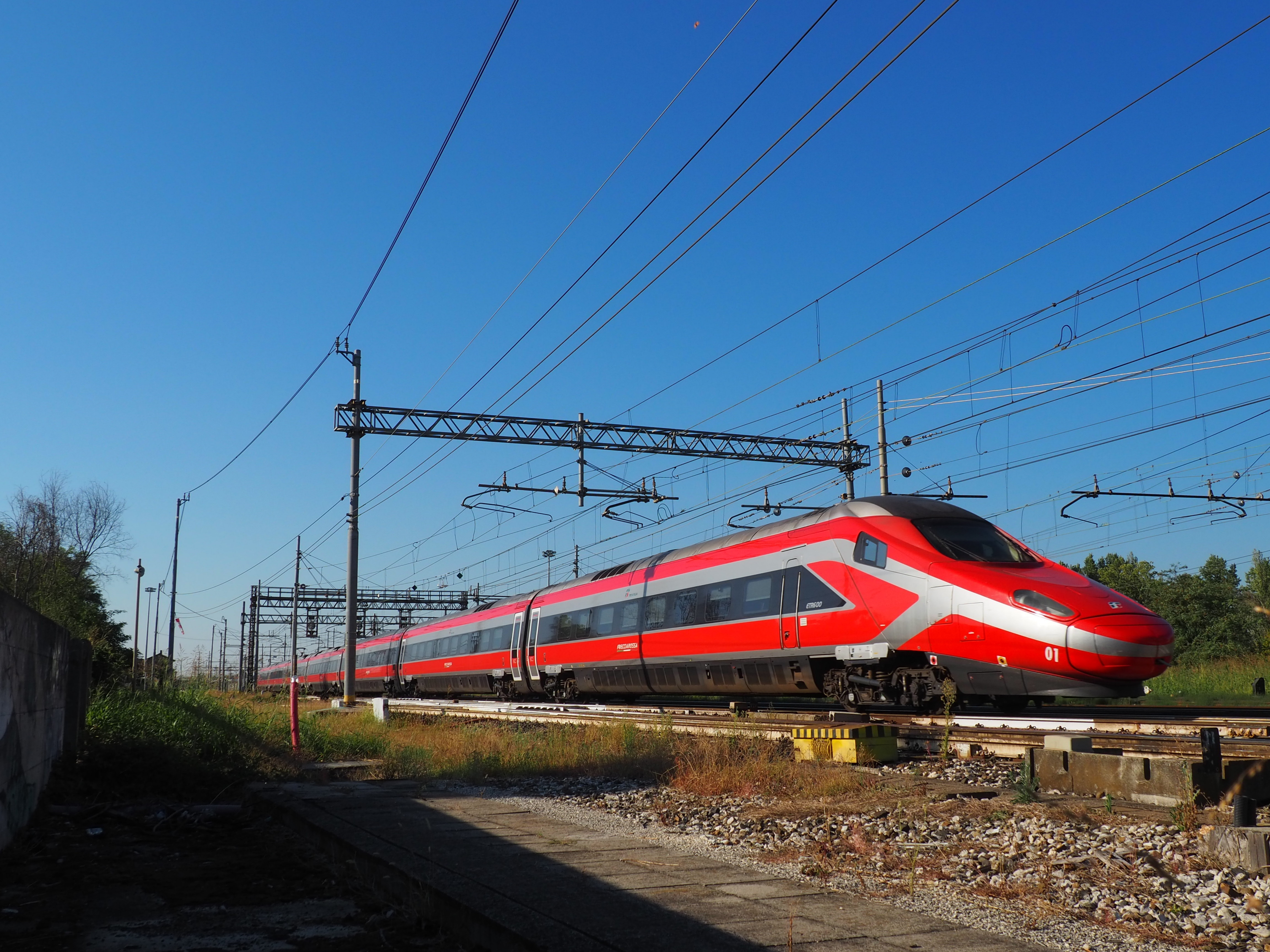
ETR.600 di Trenitalia.

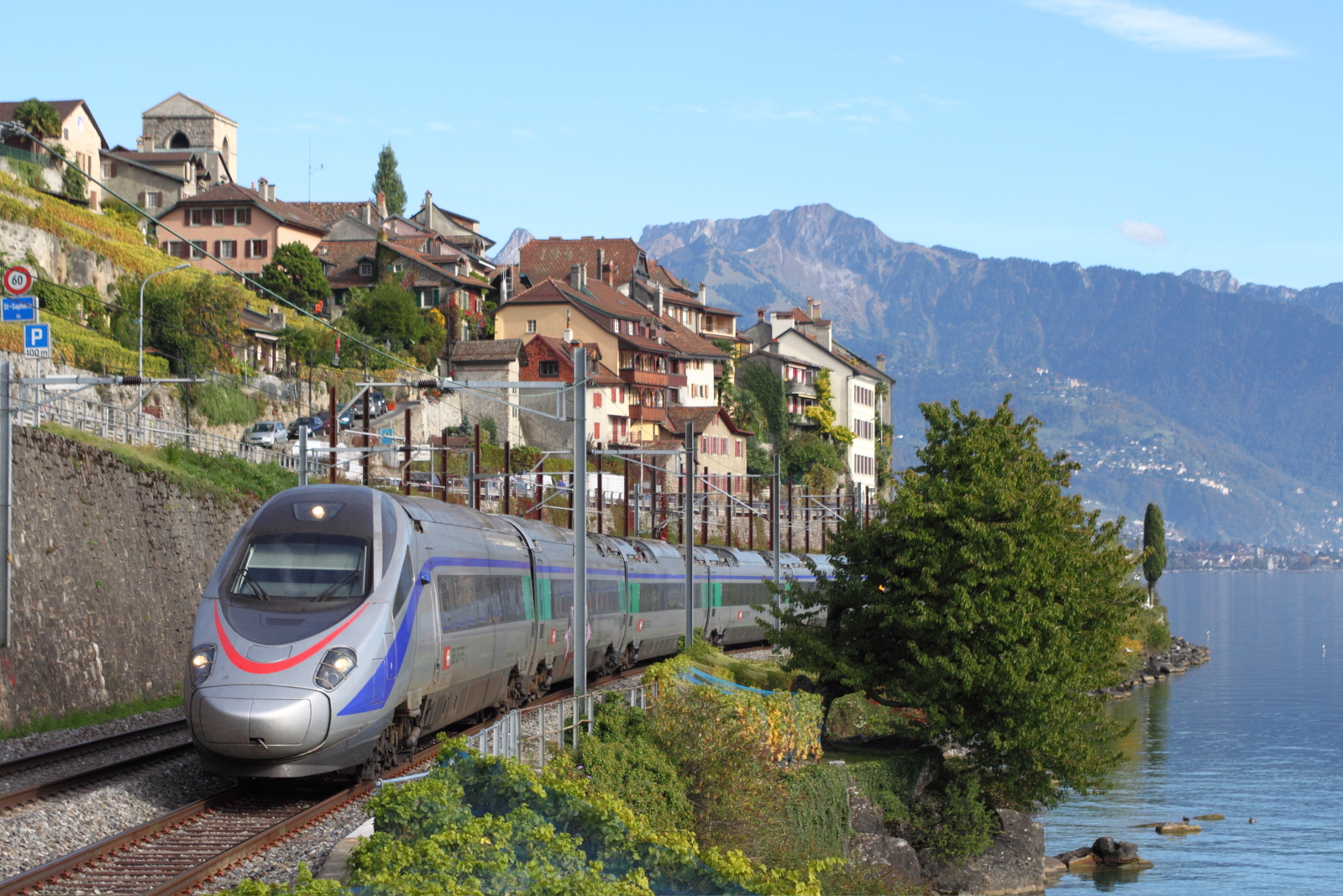
ETR 610 Cisalpino

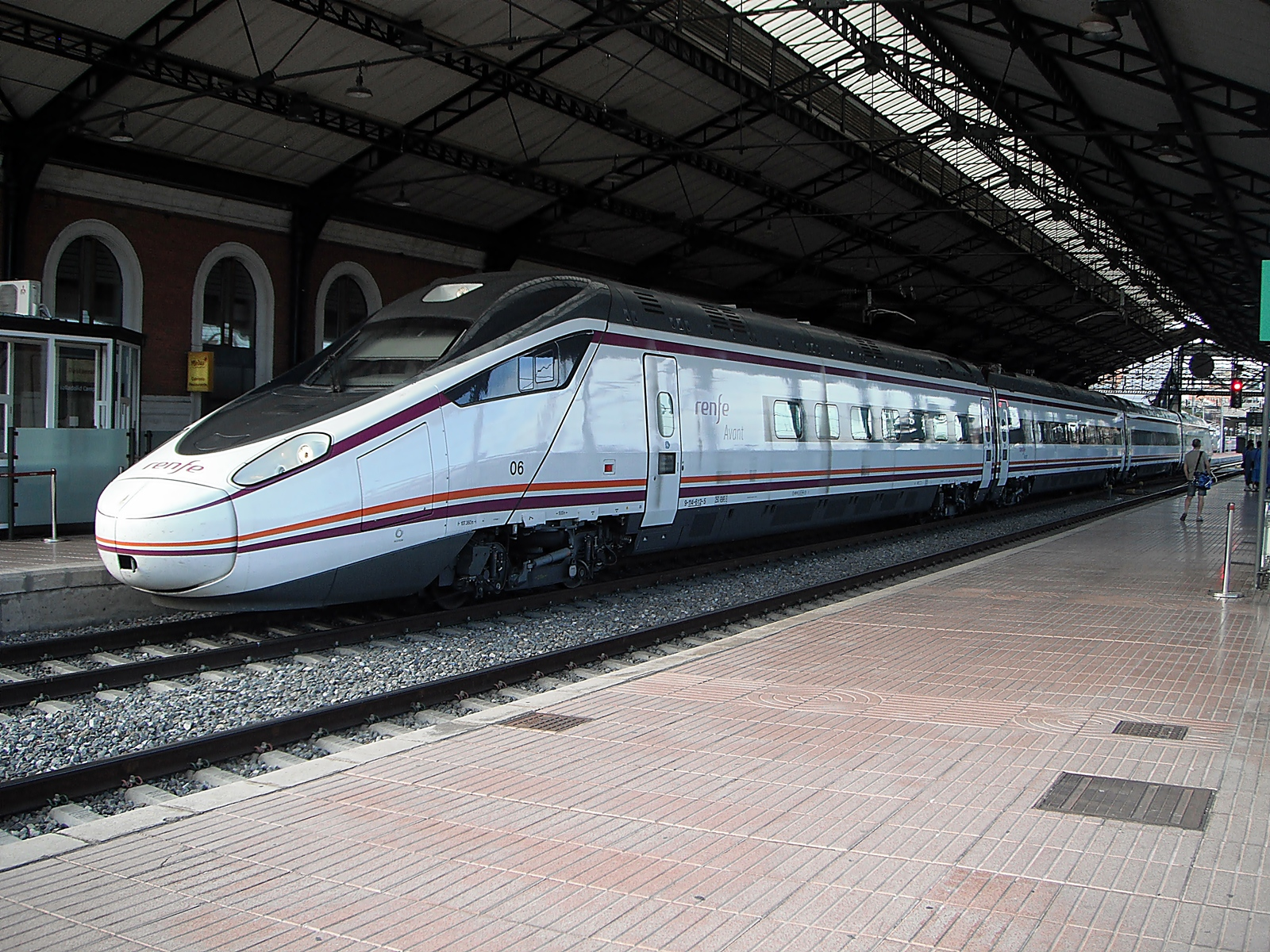
Elettrotreno Renfe Classe 114 a Valladolid.

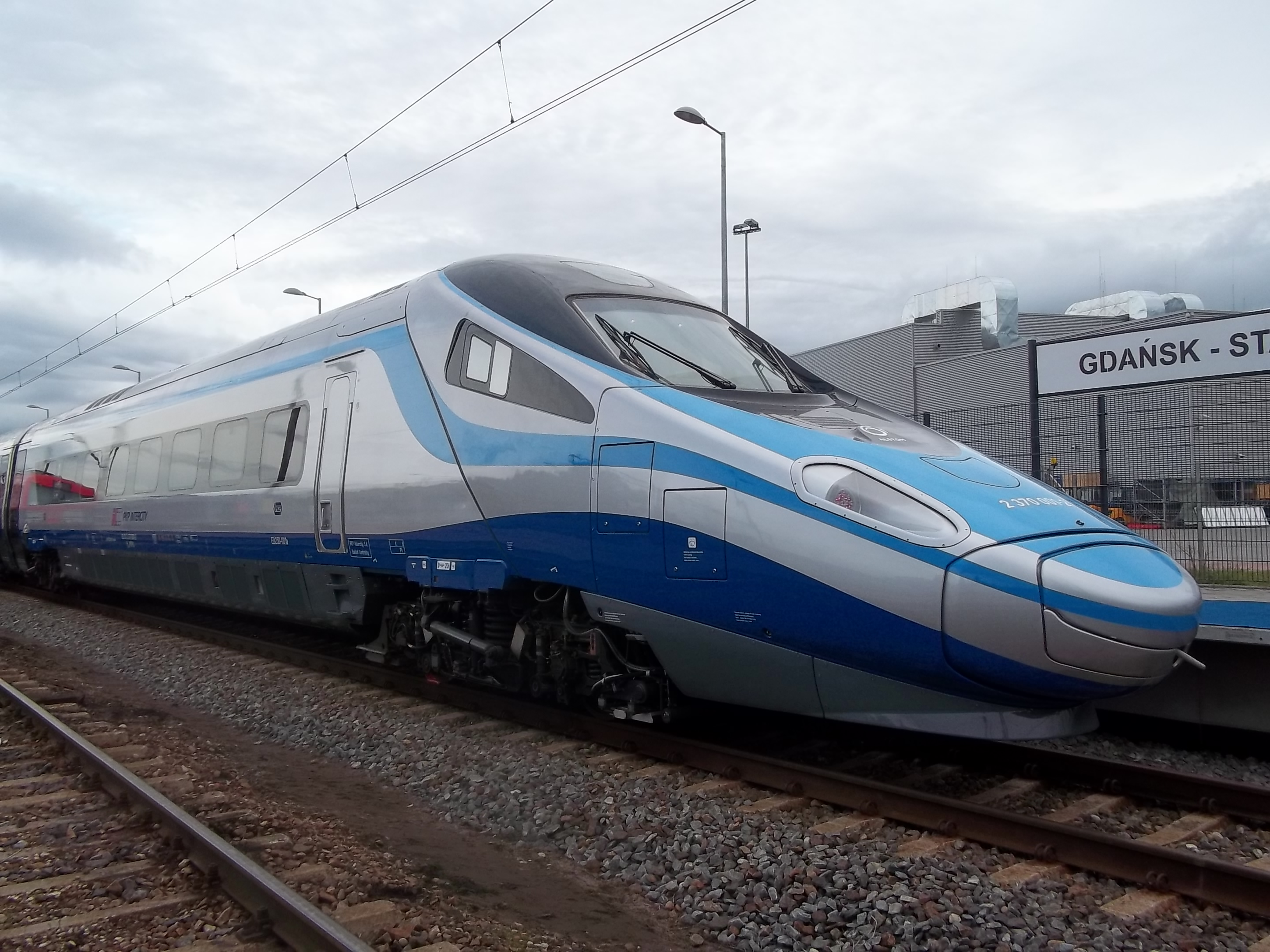
ED250 a Danzica

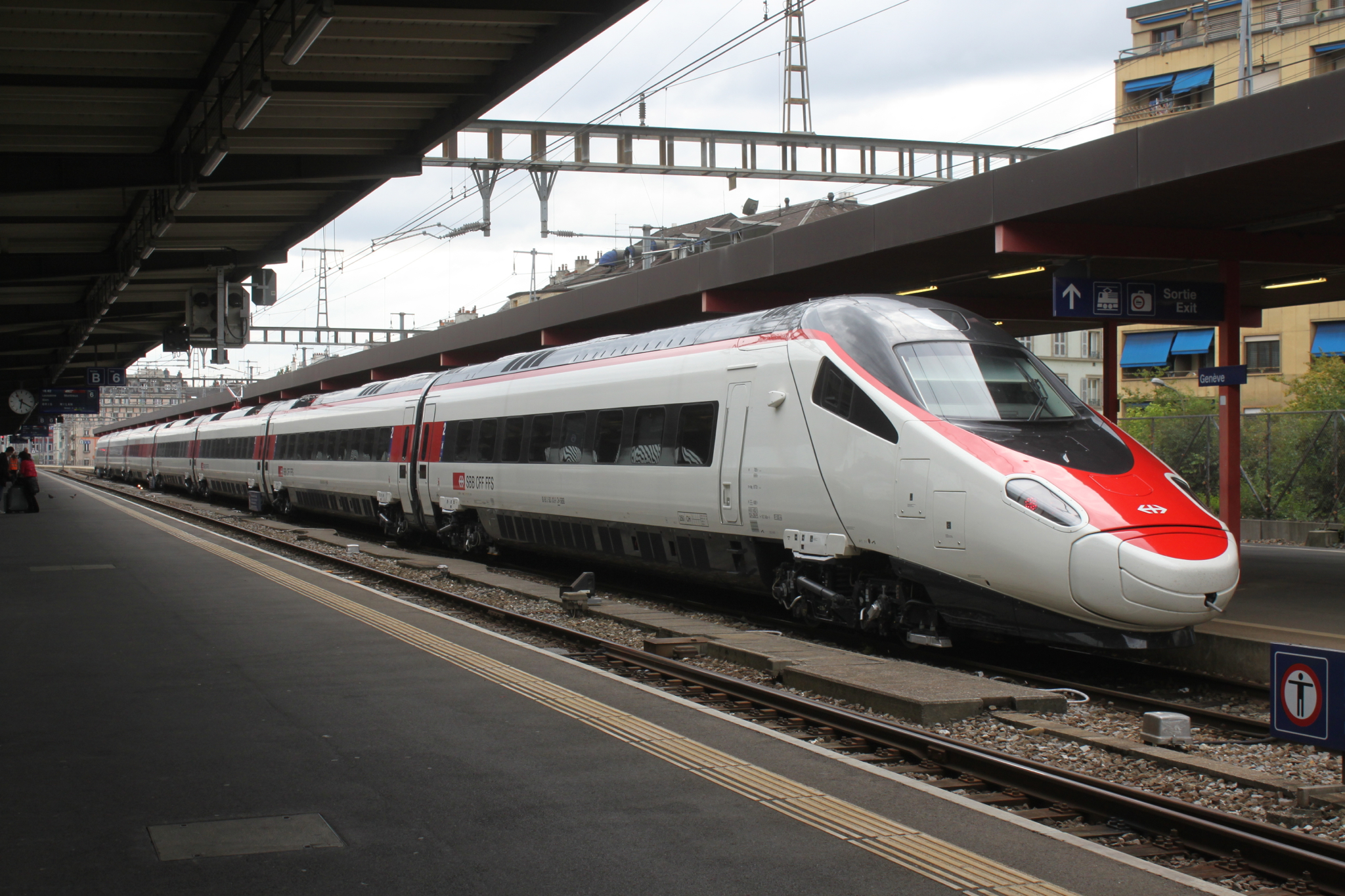
RABe 503 012

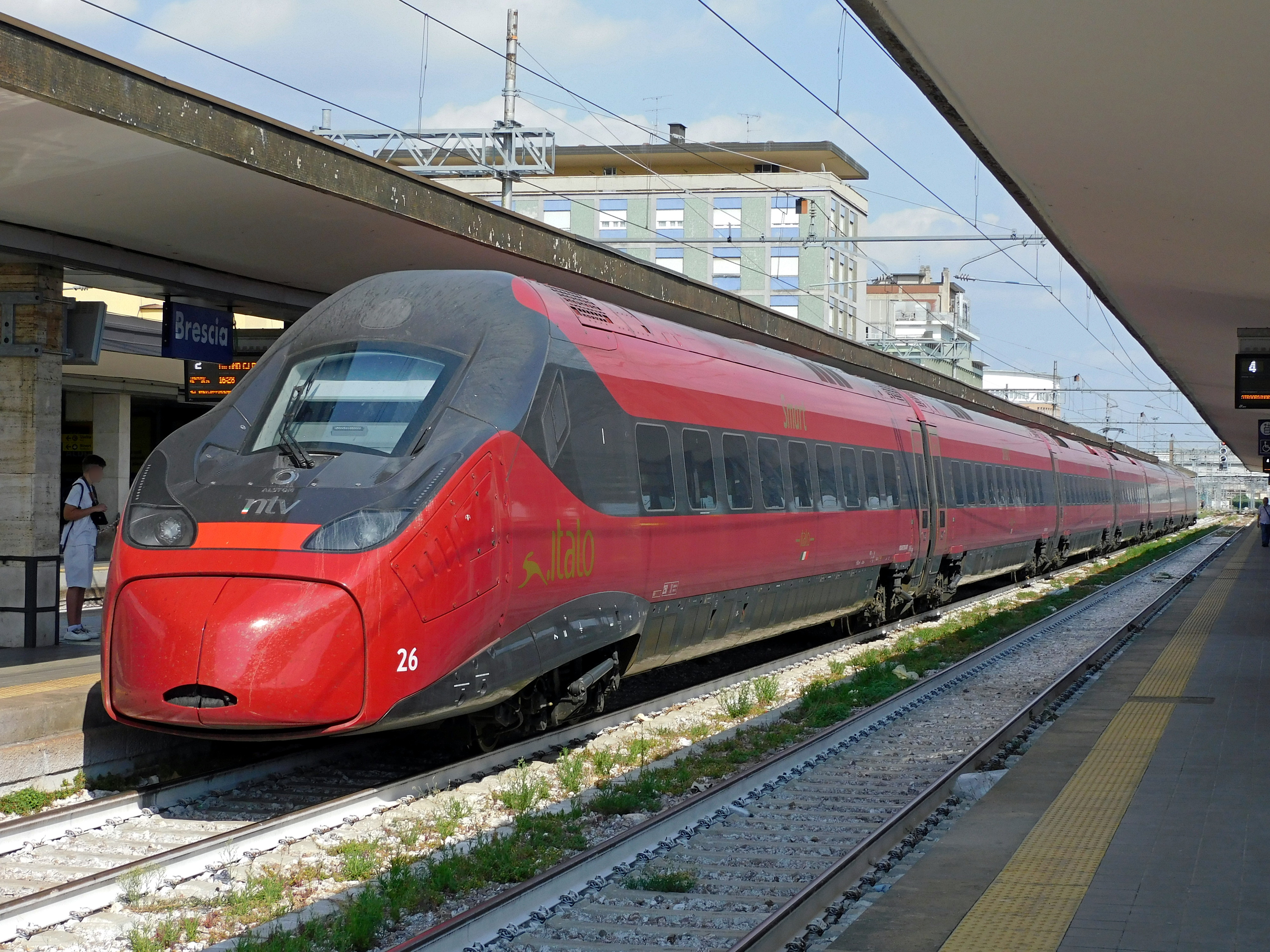
Italo Pendolino ETR 675.

### Trenitalia
Gli ETR.600, prodotti in Italia da Alstom Ferroviaria, costituiscono un gruppo omogeneo di 12 treni costituiti da 7 unità di cui una, la numero 3, è per metà adibita al trasporto viaggiatori mentre l'altra risulta arredata a bar/self service. Ogni convoglio è lungo 187,4 metri e offre 432 posti a sedere.
L'alimentazione è politensione/policorrente: a 3 kV a corrente continua e a 25 kV a corrente alternata a 50 Hz in modo da permetterne la circolazione sia sulle tratte ad alta velocità che sulla rete tradizionale. Dalla potenza continuativa di 5,5 MW i treni sono dotati di motori asincroni trifasi e omologati per una velocità massima di 280 km/h e sono impiegati nelle relazioni Frecciarossa.

### Cisalpino
Gli ETR 610, prodotti anch'essi da Alstom Ferroviaria, sono derivati dall'ETR.600 di Trenitalia, da cui si differenziano principalmente per un diverso allestimento interno e per la possibilità di circolare anche sulla rete ferroviaria svizzera e tedesca, alimentate a 15 kV in corrente alternata.
In seguito alla cessazione dell'attività operativa della Cisalpino SA a decorrere dal 13 dicembre 2009, la flotta di ETR.610 di proprietà di tale società, è stata equamente suddivisa fra Trenitalia e FFS, che utilizzano i treni in regime di noleggio. I treni in uso ad entrambe le compagnie sono in seguito stati dotati delle rispettive livree aziendali.
Dei 14 convogli realizzati, gli esemplari 1, 2, 3, 4, 8, 11 e 12 sono in carico a Trenitalia, mentre quelli numerati 5, 6, 7, 9, 10, 13 e 14 sono utilizzati da FFS.

### Renfe
Allo scopo di coniugare esigenze di prestazioni adeguate sulle linee ad alta velocità con le caratteristiche di frequenza delle fermate per servizi di tipo interurbano, la spagnola Renfe Operadora mise nel 2011 in servizio commerciale 13 convogli denominati "Lanzaderas 2" e immatricolati come Classe 114, basati sulla piattaforma Nuovo pendolino ma privi anch'essi, come i treni cinesi, dell'assetto variabile. Tali elettrotreni vennero costruiti da Alstom Transport Spagna nel proprio stabilimento di Santa Perpètua a Barcellona, con sistemi di sicurezza e segnalamento sviluppati dalla propria sede di Madrid.
Nella versione iberica i Nuovo pendolino sono lunghi 107,9 m e costituiti da 4 elementi, per un totale di 236 posti a sedere più uno per passeggeri a mobilità ridotta. Alimentati alla tensione di 25 kV/50 Hz, hanno una potenza installata di 4 MW e sviluppano anch'essi una velocità massima di 250 km/h.

### PKP Intercity
Nel marzo 2011 l'impresa ferroviaria polacca PKP Intercity ordinò ad Alstom 20 treni da costruirsi a cura di Alstom Ferroviaria allo scopo di ridurre i tempi di percorrenza nelle relazioni di collegamento fra Varsavia, Danzica Cracovia e Katowice. Ciascun convoglio, oltre che con il sistema unificato ERTMS, è equipaggiato con i sistemi di sicurezza polacco, austriaco, ceco e tedesco, ed è idoneo alla circolazione su reti alimentate a 3 kV cc, 15 kV/16,7 Hz e 25 kV/50 Hz.
Il treno, destinato a servizi denominati "EIC Premium", è costituito da 7 elementi per una lunghezza totale di 187,4 m per un totale di 402 posti a sedere suddivisi in tre diverse classi.
Il primo esemplare fu consegnato nell'agosto 2013 e immatricolato nel gruppo ED250. Durante le prove sulla linea "Centralna Magistrala Kolejowa" (CMK, "Linea Magistrale Centrale"), costruita nel 1977 con velocità di progetto 250 km/h, tale treno raggiunse, il 24 novembre dello stesso anno, la velocità di 293 km/h, nuovo record di velocità polacco e record per i treni della famiglia Pendolino.

### Ferrovie Federali Svizzere
Nell'agosto 2012 Alstom Ferroviaria ricevette l'ordine da parte delle FFS per 8 convogli pressoché analoghi ai propri ETR 610 ex Cisalpino, con i quali non è peraltro previsto il comando multiplo; il primo di essi, classificato RABe 503 012 e battezzato Ticino venne consegnato nell'estate 2014.
Dotati di assetto variabile, tali treni sono attrezzati per poter circolare in Svizzera, Italia, Austria e Germania e portano la doppia classificazione Classificati RABe 503 - anche ETR.610 S2.
L'ordine di tale secondo lotto, incrementato nel 2015 di ulteriori quattro unità, si inquadra nel progetto di rinnovamento e omogeneizzazione del parco di convogli destinati ai servizi Eurocity fra Milano e diverse destinazioni in Svizzera e Germania in vista dell'apertura del nuovo traforo del San Gottardo.

### Italo - Nuovo Trasporto Viaggiatori
Il nuovo Pendolino EVO ETR.675 di NTV fa parte della famiglia Avelia di Alstom, della quale fanno parte anche altri convogli distribuiti in diverse nazioni d'Europa.
Il Pendolino ETR.675, al pari di quello PKP, non è dotato di assetto variabile. Il nome Pendolino, tuttavia, rimane evidentemente come brand per treni che possono essere strutturati sia con che senza pendolamento.
Volendo semplificare molto, si tratta di una evoluzione proprio del Pendolino realizzato per le ferrovie polacche PKP, ormai da anni in servizio lungo tutto il paese. Quindi, in qualche modo, si tratta di una evoluzione della famiglia degli ETR.600/610 appartenenti anche a Trenitalia dai quali si differisce principalmente dal punto di vista estetico per il frontale che è stato rivisto in chiave aerodinamica e di protezione del personale di macchina.
La decisione di prendere un prodotto senza assetto variabile era dovuta probabilmente al fatto che questi treni in origine dovevano circolare principalmente su linee AV dove il pendolamento non sarebbe stato necessario, anche se al giorno d'oggi sono in servizio anche su linee tradizionali. Oltretutto, essendo una evoluzione di un treno già circolante, si è probabilmente scelto questo convoglio anche in funzione di una immediata reperibilità e di una immediata circolabilità. In confronto agli ETR.600, 610 e ED250 PKP di Alstom da cui gli ETR.675 derivano, questi ultimi si differenziano esteriormente per un nuovo design del frontale, nel rispetto degli standard TSI 2014. Tra queste anche il parabrezza, che non può più essere fissato al guscio aerodinamico in vetroresina, ma deve essere ancorato alla struttura metallica facente parte della cassa. La stessa TSI 2014 non prevede più l'obbligo della presenza di strutture scatolate in corrispondenza dei vestiboli delle carrozze, consentendo pertanto una più economica e veloce produzione del rotabile. Altra differenza rispetto ai "cugini" di FS, FFS e PKP, su entrambi gli elementi di testa dell'Avelia Evo di NTV da progetto non sono presenti le porte di salita dei macchinisti (non obbligatorie secondo le TSI 2014); la scelta comporta un aumento dei posti a sedere (circa 8 in Smart) ma verosimilmente darà luogo a qualche problema al personale di macchina (soprattutto nelle stazioni di testa in cui viene operato il cambio banco).

#### Prospetto di sintesi
| Anno di costruzione | Costruttori        | Esemplari prodotti | Cliente         | Classificazione     | Sistema di pendolamento | Numero elementi | Note                                                                         |
| ------------------- | ------------------ | ------------------ | --------------- | ------------------- | ----------------------- | --------------- | ---------------------------------------------------------------------------- |
| 2007-2008           | Alstom Ferroviaria | 12                 | Trenitalia      | ETR 600             | Presente                | 7               |                                                                              |
| 2007-2008           | Alstom Ferroviaria | 14                 | Cisalpino       | ETR 610             | Presente                | 7               | Treni 1-4, 8, 11-12 in uso a Trenitalia treni 5-7, 9-10, 13-14 in uso a FFS. |
| 2010-2011           | Alstom Spagna      | 13                 | Renfe operadora | Classe 114          | Assente                 | 4               |                                                                              |
| 2013-2014           | Alstom Ferroviaria | 20                 | PKP             | ED250               | Assente                 | 7               |                                                                              |
| 2014-2015           | Alstom Ferroviaria | 12                 | SBB-CFF-FFS     | RABe 503 ETR.610 S2 | Presente                | 7               |                                                                              |
| 2016-2020           | Alstom Ferroviaria | 26                 | Italo - NTV     | ETR 675             | Assente                 | 7               |                                                                              |